# 浙江自治运动
浙江自治運動，又稱浙江省憲自治運動，當時又稱浙江獨立、浙江自主、浙人治浙，是清朝末年到民國初年浙江省的憲政主義、聯邦主義、民主主義政治運動，在包括軍界、商界和政黨在內的浙江社會各界一齊推動下，浙江省一度建立起一套基於三權分立的代議制地方民主政體，頒布了《中華民國浙江省軍政府臨時約法》《浙江省臨時憲法》《浙江省憲法》《浙江省自治法》等一系列具有歷史意義的憲制性法律，為各省自治之模範；然而自治分權之下，派系林立，相互倾軋，權力為軍閥所掌握。

## 背景

### 地方改制和地方主义
清末新政中，清朝试图效法日本，引入西方的现代官制和宪政理念，主掌中央的“京官”与外派地方的“外官”逐渐演化为现代意义上的中央地方官制，行省作为中央外派机构，总督、巡抚作为中央派出负责省务的代表，开始在争议中演化为地方政治制度。地方谘议局开始负责地方事务。各省督抚虽然几经波折，丧失了中央官员的地位，但也争取到了地方的若干行政大权，成为了实际上的地方长官，最终在辛亥革命中只求地方自保而不顾中央。民权兴起和省制之争，也酝酿了各省争取自治乃至独立的风潮，各省为了省界划分相互龃龉，也影响了中国整体国家意识的形成。中央集权和各省地方自治的持续冲突，也造成了民国初年政局的动荡局面。
辛亥革命之後，軍隊勢力抬頭，許多軍事要員都由於軍功主持地方民政，是故地方都督常常獨掌大權，雖然袁世凱在1914年下令分設巡察使為地方民政長官，但由於軍人擁兵自重，軍事民政一直難以分離。另一方面，出於外官改制的影響，各朝“本地人不得任本地官”的任官迴避（又稱籍貫迴避）制度被打破，一時間“浙人治浙”成為風潮，地方主義甚嚣尘上。:43-44

### 聯邦主義思潮
在中国实行联邦主义的思想由来已久，清末不论革命派还会改良派都提出过建立联邦国家的构想。辛亥革命中，例如贵州等一些省份的约法中已经开始提出建立联邦制度国家，而孙中山1911年11月在巴黎（註：此時孫中山在趕赴上海南北議和途中）时也演讲称中国新政权应该采用联邦制度而不是中央集权；随着辛亥革命胜利，南京临时政府建立，为了尽快达成南北统一，中央集权制度的呼声盖过了联邦制的主张；当袁世凯凭借其势力接管政权后，地方的革命党又开始主张各省分权的联邦制以抵御袁世凯的中央集权，在护国战争中许多宣布反袁独立的省份都提出了联邦制的构想；北洋军阀在袁世凯死后分崩离析，相互为战，民众苦不堪言，时人皆罪于中央集权制度，国民党的张继（河北滄縣人）则率先提出了“联省自治”主张，将制定省宪、组织联省作为救世良方，得到了不少省份的响应，浙江省也继湖南省之后第二个制定了自己的省宪。

## 历史

### 浙人治浙
浙江是清末立憲運動最为活跃的地区。立宪派从一开始就十分重视谘议局，自1908年11月开始筹建，宣传“公民”“国民”以及选举相关概念，并在次年4月、6月分别进行了议员的初选和复选，无论地方当局还是各界舆论都对谘议局议员予以厚望。谘议局在政治上，格外主张向清廷争取立法權、行政權、监督之权利（另見孫中山主張的五權憲法），追求地方自治权；在经济上，力求革除地方官员之政治腐敗和陈规陋习，保障地方经济利益，不惜领导地方保路运动与中央政府抗衡；在与民众关系方面，虽然谘议局属于王朝的咨询机构，但却体现了士绅、资产阶级的代议制度，体察民情、关照下层人民，凸显了民权意识。
浙江的革命派早在1907年由徐锡麟在安徽安慶起义，但后来由于计划败露，起义失败，革命派领导人秋瑾在浙江紹興被捕。浙江谘议局成立后，不少革命党也参与其中。在杭州响应辛亥革命以前，革命派就开始考虑建立军政府，由于陶成章、章太炎等革命派声望者俱在海外，最终褚辅成推举当时的立宪派领袖汤寿潜出掌军政府，以他的名望号召省内响应革命。虽然汤寿潜曾经参与秋瑾案，在革命党中颇有争议，受到了蒋介石等人的质疑，但1911年11月5日杭州起义当天汤寿潜在革命党人的邀请、催促之下担任了浙江都督的职位，总理浙江军政府。立宪派名义上执掌军政府，但实际上革命党占据了政府实权。浙江光复之后，革命党之中光复会和同盟会关系开始恶化，当时浙江光复会的陶成章和同盟会沪军的陈其美不和，而浙江各界都极力推举陶接任汤寿潜担任浙江都督，于是引起了陈其美的嫉恨，最终指使自己亲信蒋介石刺杀了陶成章——陶死后光复军总部解散，章太炎拒绝和南京临时政府合作，李燮和等人或引退或与光复会脱离关系，后来担任浙江都督的朱瑞最终倒向了袁世凯，江浙光复会势力群龙无首，最终土崩瓦解。:39-42
1912年1月同盟會暨光复会员蒋尊簋继任都督，公布了《浙江都督府官制议决案》、《浙江各司官制议决案》、《浙江军政府军事组织大纲》等法规，浙江都督府组织更趋完善。在立法方面，最初的省议会和参议部等立法机构中革命党也占到了多数地位，公布的《中华民国浙江省约法》、《中华民国浙江省议会法》、《浙江省议会议员选举法》等法规，建立起三权分立的政治体制，初步建立起一套民主制度。而在军事方面，浙江省力主北伐，通电福建、内蒙古要求反正独立，派出军队支援上海、江宁，各界也群起响应，为北伐筹措物资。然而由於蒋尊簋政府意图专权，引用前清官員，以兵法加緊了管束，導致了同盟會的不滿，最終軍界成立軍人維持會與同盟會相抗衡。袁世凱任命浙江將領朱瑞為新總督，而蒋尊簋也急於退任催促對方，朱瑞於是開始於1912年8月21日開始主政浙江軍政。中央研究院教授李國祁認為自此浙江進入軍人政治時期。:46
由於省内黨爭加劇，朱瑞一方面宣布脫離黨籍，一方面有任命屈映光調停各黨爭端，而後因身體原因由屈主持民政；朱、屈二人身為全省軍民長官，思想也日趨保守，支持袁世凱“尊孔”“裁軍”（參見北洋政府時期廢督裁軍）之主張，並在袁世凯下令之后第一个裁撤省議會:48。1913年的二次革命（又稱討袁之役）中，朱瑞借维持地方治安之名，宣布浙江中立，實際上拒绝国民党反袁独立的主张。当时正在休会中的省议会召集少部分在杭州的议员致函都督要求独立，而朱瑞并未应允。到1913年8月，袁世凯在二次革命取得优势后，南方各省纷纷取消了独立，袁遂以浙江省议会致函独立者“倡乱附逆，断难宽假”等理由命令朱瑞逮捕致函者，议会议员如惊弓之鸟四散鄉間；朱瑞一方面按照袁世凯命令抓捕了议员，另一方对被抓捕的议员宽大处理，自言“我也浙人，安肯凌践浙江之议会”；暗地里又向袁世凯献媚讨好，献计抓捕反对势力，通过这种手段来维系“浙人治浙”，避免北洋军进入浙江。
朱瑞、屈映光二人積極支持袁世凱稱帝（又曰洪憲），隨著護國戰爭爆發，朱瑞向袁世凱申請增派兵力，當時由於浙軍將領和本地客商擔心外來客軍入省傷害本身利益，於是極力反對。1915年4月10日，革命黨和浙江各家壓力下，雖然朱瑞还是没有表态支持獨立，但作為民政長官的屈映光表示願意配合——次日浙江军界宣布獨立，接任朱瑞的屈映光騎牆自保，暗地裡同袁世凱私通暗合，浙江獨立後不久袁世凱便任命屈映光為地方長官，引起各界尤其軍界譁然，軍界再度譁變，吕公望出任浙江督军，重新宣布浙江独立，但浙江省内政治暗流涌动。:59-66

### 北洋军阀统治与联省自治
对于长江流域唯一独立的浙江省，北洋军阀深感忧虑，希望能够早日发兵铲除；浙江省内部的权力斗争给了北洋势力可乘之机，最终导致了浙江独立的失败。作为军界人士的吕公望最终获得了浙江省长职位，希望任用自己的亲信傅永信为杭州警察厅长以撤换革命党领袖夏超，巩固自身地位，因而向北京电文请示；而在“倒朱”中劳苦功高的革命党仅仅获得了“一政务厅一财务厅”，于是密谋换吕；浙江军界也风言北京有意撤换军界要员，于是军心不稳。种种之下，浙江各方内讧，且都以北洋政府为依仗，北洋政府遂于1917年令杨善德为督军、齐耀珊为省长，北洋军开始进驻浙江。杨、齐到任不久北京发生府院之争，黎元洪免除了段祺瑞总理职务，引起了各省军阀不满，浙江也同其他亲段军阀宣布独立。1917年7月，张勋复辟，北京下诏任冯国璋为浙江提督，随后浙江当局通电出兵讨伐；革命党发起了护法运动，但无法策动浙江当局，于是在宁波、温州等地自行宣告自主，旋即被省军所破。:68-78
1919年杨善德病逝，北京任命卢永祥主政浙江、上海两地军政。时值南北和谈，卢本北洋勋旧，德高望重，治军严格，颇受士绅商人欢迎；又在沪杭之间引介和谈，关心时局变化，提议南北制定宪法以求统一。另外他还认为民国初年的政治动荡主要来源于政党政治和各省督军制度，他本人没有权力去废止政党制度，虽“督军无罪，罪在多兵”，在他的倡议下云南的唐继尧和贵州的刘显世相继废除督军（參見廢督裁軍），但本人由于参加直奉战争直到战争结束才自裁督军，将自己的印信交予省长沈金鉴，随后各界拥护其负责善后军务。在第一次直奉战争失利下，浙江成为了南方直系势力中的奉系孤岛，但卢因为“废督裁军”声誉渐隆，事实上由“北京政府任命的督军一变而为团体拥戴的督军”。省长沈金鉴也和议会、军界失和，议会中一些人希望沈留任，另外军界、议会也有一些支持屈映光担任省长，最终北京改任张载阳为省长，而张以军职出任浙江民政长官，引起了极大争议，任命外人引起议会痛斥北京“国府为军阀外府，易长受军阀支配”，张之任命为“以大军阀吞并小军阀”。但省议会本身也颇具争议，除了议员分裂难以成会之外，选举饱受贿赂和行政干预之害，发布法案多不受欢迎，故不为民众所信任。:220-231
“联省自治”风潮虽然起于非北洋治下的湖南省，但随着卢永祥的通电而广为响应，卢永祥作为北洋元老，一面提倡浙江省的“联省自治”，一面又向直系控制的北洋政府表示坚决“拥护中央”，绝无“浙江独立”的主张，主要将“自治”作为对抗直系控制的中央政府的手段。卢在1921年6月通电全国，痛斥政党政治和野心家主张中央集权的“盗国肥私”，倡导各省制定省宪分权自治，并以此为基础制定国家宪法保障统一。此电一出，众省响应，浙江几乎成为了联省自治风潮的中心，为国人瞩目。卢本人也称中国当下分裂，应该先有分裂过渡到分治，由分治达成统一。1921年6月16日成立宪法起草委员会，以王正廷为委员长；30日，形成草案初稿；7月4日，草案付诸大会讨论；7月12日，草案及其施行法三读通过。7月23日，宪法大会开幕；27日，召开第一次正式大会；8月12日，通过《浙江自治宣言》；13-28日，进行宪法会议正式会议，讨论修正草案；9月7日，浙江省宪法获得一致通过，随后又通过宪法施行法；9月9日，宪法及其施行法发布，世称“九九宪法”。由于制宪过于仓促，没有经过公民表决，制宪成员主要来自于省议会，宪法又有了省议会包办之说——同期省议会选举原定于7月1日开始，选举与否又成为舆论争论的焦点，于是10月新议会产生后就以新宪法“错漏甚多”为由暂缓施行。1922年，省议会又成立新的宪法审查委员会，将宪法草案分为激进、缓进、保守三类，最终表决时又将宪法草案分为红色、黄色、白色三色予以公布，这就是所谓的“三色宪法”。三色宪法相比九九宪法虽然有所进步，但动机只是为了反对“九九宪法”没有什么诚意可言，故舆论反响平平，新任省长张载阳又以预算等问题搪塞提案，宪法最终不了了之。卢永祥又提出“应先定国宪，再定省宪”，对后来的自治也反应冷淡。1923年第二次直奉战争爆发后，出于时局变动考虑，省内激进派希望从速宣布宪法，而另一些主张先行自治，然而时至8月江浙战争早已是蓄势待发，虽然地方各界通过“自治大纲”，成立省自治法大会，仍对省宪自治念念不忘，但浙江局势即将大变，自治运动也不得不停歇一段时间。:231-247
江浙战争之后，浙江为直系的孙传芳所占据，其治下的浙江恢复了自杨善德入浙以来“浙人治浙”的局面，为巩固统治对浙江自治采取不干预态度，通过“浙江自治”来满足其地方割据的目的，浙江的自治运动也到达了高峰，但当自治派成立自治政府威胁自身地位时，便采取了镇压手法终结了这次运动。他在占领浙江以后，在杭州召开茶话会，向省内各界宣布实行军民分治、浙人治浙，维持浙军编制，希望通过这些举措安抚人心。不久冯玉祥倒戈，直系统帅吴佩孚大败，奉系入驱北京，掌握全国政权的奉系率领军队南下直指长江流域的直系势力。为了安定人心，孙传芳一方面多次宣布自己决意保境安民，支持江浙两省的自治主张，1925年12月浙江省议会顺利通过了《浙江省自治法》及《浙江省自治法施行法》，另一方面仍是从事战争，最终取得了东南苏浙闽皖赣五省的政权。但五省之中各省问题不断，他所保举的浙江省省长夏超虽然身处高位，却处处受制于孙传芳，心有怨愤；随着北伐的开展，他与北伐军密约响应起义，北伐军毋需武力进攻浙江，遂于1926年10月15日趁着孙传芳与北伐军江西鏖战之际宣布“浙江自主”，但孙传芳早有准备，起义随即失败。:285-310

### 北伐战争与国民党统治
1926年11月14日，在国民党的支持下，苏浙皖三省联合会于上海成立。当时孙传芳正北上争取张作霖支持，联合会宣布三省为民治区域，要求当局实现和平，而孙传芳手下的浙军将领也言“浙事还浙，故谋共保浙境”，并拒绝友军入境。12月4日，全浙公会派出陈仪到南京向孙传芳请命，陈述浙人要求自治之主张，要求外军撤出浙江，而孙执意阻止國民革命軍北伐進入浙江，称“民政交换浙人固已允所请，但军事关系国防，人民无干涉之理”，告诫陈仪停止“无聊政客之盲动”。1926年12月11日，浙军第三师在衢州倒戈北伐军。13日，蒋尊簋、沈钧业在杭州邀请各界人士，主张浙江即日起宣布自治，与北伐军合作。19日，国共两党背景的浙江各界联合会发表宣言，宣布“浙人治浙”“人民自治”，军队归于自治政府名下听从指挥，对外通电“从此境求自保，民冀相安，以自决之精神，行真正之民治”，不参加外省事务。21日，成立了新的省政府。由于浙军的倒戈，陈仪态度暧昧，孙传芳遂令部下进驻浙江，將陈仪抓捕到南京，镇压主张自治的各派势力，而国民党方面也放弃了通過浙江自治半武力入浙的策略。:310-314
国民党中浙江委员早在12月15日于宁波成立了浙江省政治会议，呼应各界联合会；随着战事顺利进展，1927年1月8日，浙江临时政治会议各委员公开任职，成立了临时省政府；2月18日，北伐军占领杭州，政府机构随之迁杭；4月初，“国民党清党”，4月27日张静江抵达杭州主持省务，自此国民党建立起在浙江的政权。:315-322国民党主张乡村自治，遂在浙江农村地区组织与国民党党义相契合的自治运动，自治一切以国民党为领导进行，但随着1929年底省政府以“法律所关，确难长此持异”为由取缔了所有基层民众自治组织，浙江的地方自治开始完全置于执政的国民党领导之下。

## 分析与影响

### 宪政民主理想
浙江省的宪政主义运动一直从清末延续到國民革命軍北伐，历经清末制宪派、革命派、新青年等几代人的尝试，却几乎没有抵抗就在北伐胜利中销声匿迹。在立宪制度失败后，浙江省就是革命派影响力最为强大的地区，仅仅在辛亥革命的数月之间就开始尝试民主政治，为各省之先，极大程度導致了后来浙江省的分权局面。现实的混乱中，中央无力制衡地方，浙江人又开始寻求自治和自保——在制定省宪中，既希望能够促成国家的真正统一，又希望保障浙江省的和平安宁，还寄托着促进民主的愿望。省制本來作为历朝历代的外派地方的行政机构，具有着地方和中央双重属性，在近代的潮流中开始和西方的联邦制度接轨，而浙江省经济实力的发展也促进了浙江人对于省权的意识，自1926年北伐军占领浙江之前，浙江省自治自立的趋势从未改变，而省宪主义和联邦主义也成为了中国宪制史上一直挥之不去的阴影。
无论是辛亥革命中的《省约法》，还是《省宪法》《省自治法》，都无一例外契合当时的民主思潮，浙江人都积极参与到草案的制定当中，提出的草案文本达到了100多部，即便这些宪法文本没有被施行，也极大增強了公民的政治参与意识，成为了民主发展的动力，促进政治和社会进步，也加速了整个中国的政治民主化。虽然这一场运动最终为军阀所抹杀，但地方精英为推动地方自治契而不舍，省內外各利益集团为权力和利益不断活跃，在冯筱才教授看来这些利益集团的利用导致了宪政理想的最终失败，而沈晓敏教授也指出客观上这些利益群体为了自身利益不断行动也令浙江成为了自治运动历时最久的省份。自治运动将民主观念或多或少传播到了基层之中，改变着基层社会。

### 现实政治工具
传统观念认为军阀的镇压对于自治运动的失败起到了很大作用，但冯筱才教授指出浙江自治的曲折历程很大程度和当时团体将自治运动的理想当作自己政治利益的工具有关——督军、省长、议会、地方公团、旅外浙人团体围绕自治展开了利益角逐——就宪法制定来说，正如冯筱才教授所指出，王正廷、褚辅成等第一届国会议员将之作为对抗北京政府的一种手段，地方议会希望凭借新的宪法延续其权力，而省内的工商界希望凭借自治摆脱军阀混战的纷争局面，而军阀则希望利用这一运动达成保住自己地盘并向外结援的目的。在各方面的利益面前，若没有一定人物的指引，作为理想的运动不过最终演化为了军阀、政客自私自利的工具，各方都一致同意进行自治却為了自己的利益不愿意将自治付诸实践，背离了运动的初衷。
同时在西南政法大学的林孝文看来，浙江人从一开始就对自治抱着太高的期望，却由于自身体制问题或地方积习难改，导致各地腐败、舞弊屡见不鲜，时人或有称自治为“一时最浑浊之治”；而在軍閥割據混戰中仅仅凭借一纸宪法是无法实现任何期望，失望和失败几乎不可避免。联省自治虽然一开始声势浩大，得到了许多军阀响应，但随着战争局势明朗，直系吴佩孚取得优势，原本支持自治的直系和亲直系势力开始主张武力统一路线，纷纷指责自治派在行割据之实，舆论很快倒向了支持统一的中央集权势力；伴随着北伐运动的轰轰烈烈，许多原本支持自治运动的人想要摆脱军阀和帝国主义，加入了国民党和国民革命军等革命组织，倒向了北伐军阵营，到最后这次运动虽然还有不少支持者并发布了不少法律，但响应寥寥，早就“没有自治的兴味，反生厌恶和仇视”罢了。